# Київський (Каргасоцький район)
Ки́ївський (рос. Киевский) — селище у складі Каргасоцького району Томської області, Росія. Адміністративний центр Толпаровського сільського поселення.

## Населення
Населення — 351 особа (2010; 442 у 2002).
Національний склад (станом на 2002 рік):
- росіяни — 91 %